# Oliver Wings
Oliver Wings (* 1973 in Sangerhausen) ist ein deutscher Wirbeltier-Paläontologe.

## Leben
Wings wuchs in Erfurt auf und war schon als Kind besonders an Geologie und Paläontologie interessiert. Er war von 1987 bis 1990 Praktikant am Naturkundemuseum Erfurt. Im Mai 1988 nahm er an seiner ersten internationalen Exkursion in ein polnisches Bergbaugebiet teil. 1991 absolvierte er sein Abitur am Heinrich-Mann-Gymnasium Erfurt, wobei er sich in seiner Abschlussarbeit mit der stratigraphischen Einordnung eines Steinbruchs mit Fossilienfunden befasste.
Von Oktober 1992 bis September 1993 leistete er seinen Wehrdienst bei den Gebirgsjägern. 1995 machte er seinen Bachelor-Abschluss (Vordiplom) in Geologie an der Friedrich-Alexander-Universität Erlangen-Nürnberg, wo er bis 1998 auch als wissenschaftlicher Mitarbeiter tätig war. Im Zeitraum von 1996 bis 2001 wirkte er als Feldassistent bei verschiedenen Expeditionen mit, darunter Ausgrabungen von Wirbeltieren aus der frühen Kreidezeit bei Inverloch im australischen Bundesstaat Victoria (März/April 1996), Ausgrabung von eozänen Ölschiefern in der Grube Messel (Juni 1996), Ausgrabung von oberjurassischen Plattenkalkfossilien in Schamhaupten (September 1996, November 1997, August 1998), Ausgrabung von Dinosauriern aus dem Oberjura in Lourinhã, Portugal (August bis September 2000) sowie Ausgrabung mitteljurassischer Dinosaurier in der Provinz Chubut, Argentinien (November 2001). Von 1997 bis 2000 war er kuratorischer Assistent an der Friedrich-Alexander-Universität Erlangen-Nürnberg, wo ihm die Verwaltung der Fossiliensammlung oblag. Von Juni bis Juli 1997 leitete er die Lehrgrabung von Fossilien in oberjurassischen Solnhofener Kalksteinen im Auftrag der Friedrich-Alexander-Universität Erlangen-Nürnberg, wo er 1999 bei Erik Flügel seine Diplomarbeit (Äquivalent zum Master) mit dem Thema Ein Hartgrund als Abschlußvariante der untertithonischen Solnhofener Plattenkalke – Sedimentologie, Fazies und Palökologie abschloss.
Ab 1999 absolvierte er ein interdisziplinäres Promotionsstudium in Wirbeltierpaläontologie an der Rheinischen Friedrich-Wilhelms-Universität Bonn, wo er 2004 mit der Dissertation Identification, Distribution, and Function of Gastroliths in Dinosaurs and Extant Birds with Emphasis on Ostriches (Struthio camelus) unter der Leitung von Martin Sander und Jes Rust zum Doktor der Naturwissenschaften promoviert wurde. Von April bis September 2001 ging er mit einem Marie-Curie-Forschungsstipendium an die University of Bristol, wo er das Forschungsprojekt Early diagenetic processes and cementation in the fossilization of tetrapod bones durchführte.
Von Juli bis Oktober 2003 war Wings wissenschaftliche Mitarbeiter am Zentrum für Entwicklungsforschung in Bonn, wo er am Projekt Smallholders in the Amazon: Interactions between Ecosystem and Socio-Economic System in the Use and Protection of Tropical Forests mitwirkte.
Von November 2003 bis August 2005 war er am Niedersächsischen Landesmuseum Hannover beschäftigt, wo er ein zweijähriges wissenschaftliches Volontariat für museale Aufgaben absolvierte. Von April bis Mai 2004 war er Forschungspraktikant in der Abteilung für Wirbeltierpaläontologie am Peabody Museum of Natural History in Connecticut. Im Jahr 2004 wurden die Forschungsleistungen von Oliver Wings im Rahmen seiner Dissertation mit dem erstmals vergebenen „Tilly-Edinger-Nachwuchspreis“ der Paläontologischen Gesellschaft ausgezeichnet.
Von September 2005 bis August 2008, im April 2009 sowie im Oktober 2010 war er Postdoc an der Eberhard Karls Universität Tübingen, wo er am Projekt Palaeobiogeography and Palaeoecology of Terrestrial Vertebrates from the Jurassic of the Central Junggar-Basin / China mitwirkte und jährliche Ausgrabungen von Wirbeltierfossilien in jurazeitlichen Sedimenten in der Junggar-Wüste und der Turpan-Senke im Nordwesten Chinas (Xinjiang) leitete. Im September 2008 wurde er Gastwissenschaftler am Museum für Naturkunde Berlin.
Von August 2009 bis Mai 2011 war er mit Unterbrechungen wissenschaftlicher Betreuer und Grabungsleiter im Dinosaurier-Park Münchehagen. Von August 2011 bis Juli 2012 hatte er die Elternzeitvertretung der Kustodie für Wirbeltierpaläontologie (Sammlung fossile Archosauria) am Museum für Naturkunde Berlin inne. Von August 2012 bis Juli 2016 arbeitete Wings als Projektleiter am Niedersächsischen Landesmuseum Hannover im von der VolkswagenStiftung finanzierten „Europasaurus-Projekt“. Anschließend, von August 2016 bis Juni 2017, war er als wissenschaftlicher Mitarbeiter und Leiter der geowissenschaftlichen Sektion am
Museum der Natur Gotha der Stiftung Schloss Friedenstein Gotha beschäftigt. Im Juli 2017 wechselte er an das Zentralmagazin Naturwissenschaftlicher Sammlungen der Martin-Luther-Universität Halle-Wittenberg, wo er über fünf Jahre als Paläontologe und Kustos der Geowissenschaftlichen Sammlungen und der Geiseltalsammlung tätig war.
Im Jahr 2020 veröffentlichte Wings in Zusammenarbeit mit dem Paläo-Künstler Joschua Knüppe die Graphic Novel Europasaurus – Urzeitinseln voller Leben über einen juvenilen Europasaurus, der bei einem Unwetter seine Familie verliert. In diesem Buch werden wissenschaftliche Erkenntnisse aus dem Europasaurus-Projekt mit einer erfundenen Geschichte kombiniert.
Seit August 2022 ist Wings wissenschaftlicher Leiter am Naturkundemuseum Bamberg.

### Forschung

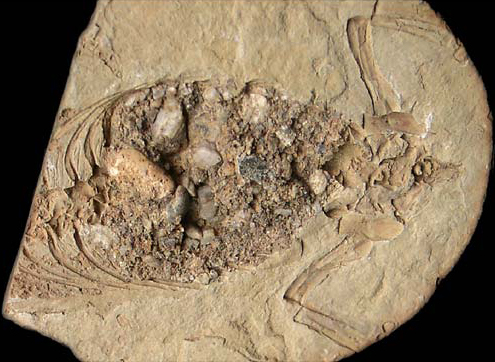
Gastrolith eines Hovasaurus, der auf Madagaskar gefunden und 2007 von Oliver Wings publiziert wurde

Wings forscht als Paläontologe hauptsächlich über Mesozoische Wirbeltiere mit einem besonderen Schwerpunkt auf terrestrischen Tieren der Jurazeit, vor allem Dinosauriern. Seine Spezialgebiete sind Gastrolithen, Wirbeltiertaphonomie, Dinosaurierspuren und die Versteinerung von Knochen durch Diagenese.
Wings arbeitete und arbeitet an zahlreichen nationalen und internationalen paläontologischen Grabungsprojekten mit, darunter Wyoming (Juli 2002), Utah (Mai 2004), diverse paläontologische Feldarbeiten als Grabungsleiter nach Xinjiang im nordwestlichen China in den Jahren 2005 bis 2012, Jameson Land (Grönland, Juli 2012). Von August 2012 bis Juli 2016 war er Grabungsleiter beim Europasaurus-Projekt des Landesmuseums Hannover im Kalksteinbruch Langenberg in Niedersachsen, wobei vor allem die spätjurassische Inselfauna im Niedersächsischen Becken studiert wurde.

## Erstbeschreibungen fossiler Taxa unter Beteiligung von Oliver Wings
- Jiaodontus montaltissimus Klug, Tütken, Wings, Pfretzschner & Martin, 2010
- Jiaodontus vedenemus Klug, Tütken, Wings, Pfretzschner & Martin, 2010
- Xinjiangchelys wusu Rabi, Zhou, Wings, Ge & Joyce, 2013
- Xinjiangtitan shanshanesis Wu, Zhou, Wings, Toru & Dong, 2013
- Teutonodon langenbergensis Martin, Schultz, Schwermann & Wings, 2016
- Knoetschkesuchus langenbergensis Schwarz, Raddatz & Wings, 2017
- Wamweracaudia keranjei Mannion, Upchurch, Schwarz & Wings, 2019
- Storchodon cingulatus Martin, Averianov, Jäger, Schwermann & Wings, 2019
- Cimbriodon multituberculatus Martin, Averianov, Schultz, Schwermann & Wings, 2019
- Amanzia greppini Schwarz, Mannion, Wings & Meyer, 2020
- Issi saaneq Beccari, Mateus, Wings, Milàn & Clemmensen, 2021
- Hercynodon germanicus Martin, Averianov, Schultz, Schwermann & Wings, 2021
- Geiseleptes delfinoi Villa, Wings & Rabi, 2022
- Mystriosuchus alleroq López-Rojas et al., 2023
- Eoconstrictor barnesi Palci, Onary, Lee, Smith, Wings, Rabi & Georgalis, 2023
- Docodon hercynicus Martin, Averianov, Lang, Schultz & Wings, 2024
- Alpkarakush kyrgyzicus Rauhut, Bakirov, Wings, Fernandez & Hübner, 2024